# Ekspansja
Ekspansja – proces termodynamiczny, polegający na zwiększaniu objętości układu z wykonywaniem przez układ pracy. Rezultatem adiabatycznej ekspansji gazu jest obniżenie się jego temperatury. Procesem odwrotnym do ekspansji jest kompresja.

## Ekspansja w technice
Zjawisko ekspansji związane jest z wykonywaniem pracy lub zwiększeniem energii kinetycznej przepływającego gazu. W silnikach spalinowych tłokowych ekspansja i rozprężanie zachodzą podczas suwu pracy. W turbinach ekspansja zachodzi w sposób ciągły i może przebiegać zarówno w wieńcu kierowniczym, jak i w wieńcu wirnikowym. Od stopnia reakcyjności turbiny zależy, jak duży spadek entalpii związany z ekspansją następuje w kierownicach, a jaki w wirniku. Jeśli reakcyjność jest równa zeru (turbina akcyjna), to ekspansja przebiega tylko w kierownicy. W turbinie wielostopniowej ekspansja czynnika następuje przy przechodzeniu przez każdy stopień.

## Ekspansja a rozprężanie
Pojęć ekspansji i kompresji nie należy mylić z pojęciami rozprężania, które charakteryzuje spadek ciśnienia termodynamicznego, dp < 0 i pojęciem sprężania, przy którym dp > 0.
Podczas ekspansji, dV > 0, praca bezwzględna ma znak dodatni, dL > 0, tzn. praca jest wykonywana przez czynnik termodynamiczny. Natomiast przy kompresji, dV < 0, praca dL < 0, tzn. zmniejszenie objętości wymaga wkładu pracy z zewnątrz.